# 5-HT1F-Rezeptor
Der 5-HT1F-Rezeptor, auch bekannt als HTR1F, ist ein 5-HT-Rezeptorprotein und bezeichnet auch das menschliche Gen, das dafür kodiert.

## Agonisten
- 5-n-Butyryloxy-DMT: mehr als 60-fache Selektivität gegenüber dem 5-HT1E-Rezeptor[6]
- BRL-54443 – gemischter 5-HT1E/1F-Agonist
- Eletriptan – gemischter 5-HT1B/1D/1E/1F/2B/7-Agonist
- LY-334370[7] – sowie verwandte Benzamide[8]
- LY-344864 (N-[(3R)-3-(Dimethylamino)-2,3,4,9-tetrahydro-1H-carbazol-6-yl]-4-fluorobenzamid)
- Naratriptan – gemischter 5-HT1B/1D/1F-Agonist
- Lasmiditan – selektiver 5-HT1F-Agonist